# آندریفسکی (باشقیرستان)
آندریفسکی (انگلیسی: Andreyevsky, Republic of Bashkortostan) یک شهرک در شهرستان ملئوزوفسکی استان باشقیرستان کشور روسیه است.